# Скорульская, Наталия Михайловна
Ната́лия Миха́йловна Скору́льская (укр. Наталя Михайлівна Скорульська, 20 ноября (7 ноября) 1915 год, Житомир — 6 августа 1982, Киев) — украинская артистка балета, балетмейстер, педагог, сценарист, заслуженная артистка Украинской ССР (1951).

## Биография
Наталия Скорульская — дочь украинского композитора Михаила Скорульского. Родилась в Житомире 7 ноября 1915 года.

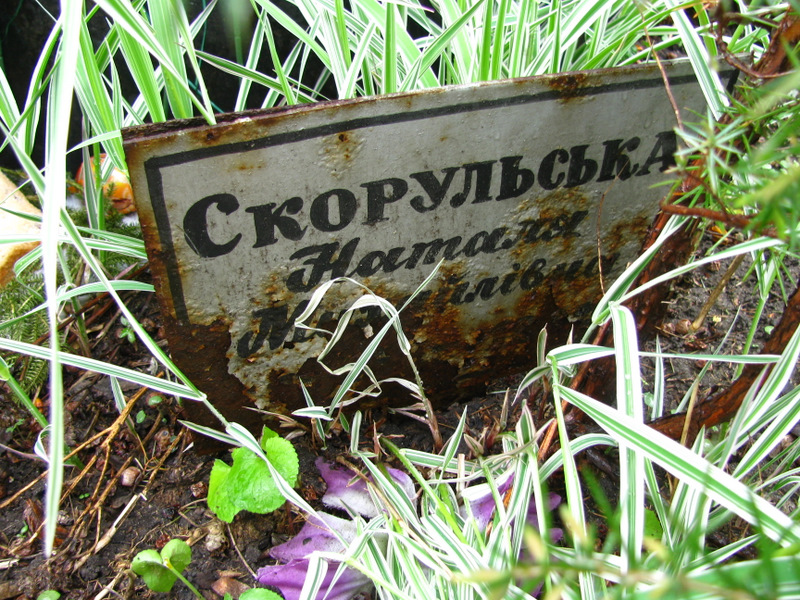
Погребальная надпись Н. М. Скорульской на могиле М. А. Скорульского на Байковом кладбище в Киеве

1930 — окончила Житомирскую хореографическую школу
1934 — окончила хореографическое и драматическое отделение Киевского-музыкально-драматического техникума
1932—1955 (или 1934—1956) — солистка балета Киевского театра оперы и балета имени Т.Шевченко
1941—1944 — артистка Объединённых театров оперы и балета в Алма-Ате
1942—1944 — ассистент балетмейстера в театре имени Абая
1953—1982 (с перерывами) — балетмейстер Киевского театра оперы и балета имени Т.Шевченко
1965—1970 — балетмейстер-педагог детской хореографической студии Киевского дворца пионеров и школьников
С 1972 года преподавала композицию танца в Институте культуры имени А. Е. Корнейчука (Киев).
Похоронена на Байковом кладбище в Киеве вместе с отцом М. А. Скорульским.

## Творчество

### Репертуар
Основные партии: Одетта-Одиллия, по другим данным — только Одетта («Лебединое озеро» П. И. Чайковского), Лауренсия («Лауренсия» А. А. Крейна), Мария, Зарема («Бахчисарайский фонтан» Б.Асафьева), Айша, Гаянэ, Мариула, Афина, Гера, Главная Русалка («Лилея» К.Данькевича), Русалка водяная («Лесная песня» М.Скорульского) и другие.

### Постановки
Поставила балеты:
1958 — «Лесная песня» М. А. Скорульского (совместно с В.Вронским), Киевский театр оперы и балета им. Т.Шевченко. В 1972 году Н.Скорульская возобновила эту постановку в Киевском театре оперы и балета.
1961 — «Лесная песня» М. А. Скорульского, Донецкий театр оперы и балета.
1962 — «Ульянка» Коломийца (балетная студия киевского Дворца пионеров).
1963 — «Тени забытых предков» В. Д. Кирейко, Киевский театр оперы и балета; Донецкий театр оперы и балета.
1965 — «Королевство кривых зеркал» Рожавского (Народный театр балета Октябрьского дворца культуры, Киев).
Ставила танцы в драматических постановках.

### Сценарии
Автор сценариев балетов «Лесная песня» М.Скорульского, «Королевство кривых зеркал» Рожавского, «Ивасик», «Ульянка» Коломийца, «Маруся Богуславка» Свечникова (совместно с Всеволодом Чаговцом), «Тени забытых предков» В.Кирейко (совместно с Ф.Коцюбинским), «Оргия».
Автор статей по вопросам хореографии на страницах периодической прессы.

## Награды
- 1951 — Заслуженная артистка Украинской ССР
- 1960 — Медаль «За трудовое отличие»[3]